# Patrice Godin
 (janvier 2021).
Si vous disposez d'ouvrages ou d'articles de référence ou si vous connaissez des sites web de qualité traitant du thème abordé ici, merci de compléter l'article en donnant les références utiles à sa vérifiabilité et en les liant à la section « Notes et références ».
Pour les articles homonymes, voir Godin.
Patrice Godin est un acteur, auteur et ultramarathonien québécois né au Lac-Saint-Joseph, le 5 avril 1968.

## Biographie
Il a joué au théâtre sous la direction de Serge Denoncourt (Le Cid, 1997 ; Le Chemin des Passes-Dangereuses, 1998), entre autres.
Au cinéma, il a joué pour Robert Lepage (Nô, 1997), Rodrigue Jean (Full Blast, 1999), Joël Gauthier (Rédemption, 2013) et Yan England (1:54, 2016).
À la télévision, on a pu le voir dans Zap, Le Sorcier, Virginie, Ces enfants d'ailleurs, Réseaux, Diva, Emma, Providence, Le Septième Round, La Vie, la vie, Destinées, La Galère, Blue Moon, La Marraine, Jenny, District 31, Une autre Histoire. Il a aussi animé le télé-documentaire Survivalistes en 2020.
Père de trois filles, ultramarathonien et impliqué depuis plusieurs années à la fondation de centre jeunesse de la Montérégie, Patrice Godin est l'auteur de plusieurs livres.

## Filmographie

### Cinéma
- 1996 : Sous-sol de Roger Frappier : Roch
- 1997 : Nô de Robert Lepage : René
- 1999 : Full Blast de Rodrigue Jean : Charles
- 2006 : La Rage de l'ange de Dan Bigras : le drageur
- 2008 : En plein cœur de Stéphane Géhami : Mario
- 2013 : Rédemption de Joel Gauthier : Alain Gagné
- 2016 : 1:54 de Yan England : M. Sullivan
- 2023 : Frontières de Guy Édoin : Pierre Larocque

### Télévision
- 1993 : Zap : Yvan Lemire
- 1994 : Scoop III : Maxime
- 1994 : Le Sorcier : Nicolas
- 1996-2001 : Virginie : Marc Dubuc
- 1997 : Diva : Pascal Desleuriers
- 1997 : Ces enfants d'ailleurs : Marek Favreau
- 1998 : Une voix en or : Joel Durand
- 1998 : Réseaux : Stéphane Lapierre
- 2001 : Emma : Patrick Kanada
- 2001 : La vie, la vie : Théo
- 2002 : Tag : Guillaume Leblanc
- 2005 : L'Héritière de Grande Ourse : Antoine Dupuis
- 2005-2011 : Providence : Luc Lavoie
- 2006 : La chambre no 13 : Philippe
- 2006 : René Lévesque : Jacques Parizeau
- 2006 : Le 7e Round : Samuel Tremblay
- 2007-2014 : Destinées : Bernard Morel
- 2007-2013 : La galère : François Veilleux
- 2010 : C.A. : Tommy
- 2013 : Manigances - Notice Rouge : Kevin Laforge
- 2014 : La marraine : Paul Généreux
- 2016-2018 : Blue Moon : Bob Ryan
- 2017 : Délateurs : Gérald Gallant
- 2017 : Jenny : Père
- 2018-2019 : Ruptures : Carl[1]
- 2018-2021 : District 31 : Yanick Dubeau
- 2019-2020 : Une autre histoire : Émilien
- 2020 : L'homme qui aimait trop
- 2020 : Survivalistes : lui-même
- 2023 : Détective Surprenant : La fille aux yeux de pierre : Lieutenant-détective Gingras[2]
- 2024: Indéfendable : Dylan Blondin

## Théâtre
- 1997 : Le Cid, mise en scène de Serge Denoncourt
- 1998 : Le Chemin des Passes-Dangereuses, mise en scène de Serge Denoncourt
- 2004 : Les hommes aiment-ils le sexe autant qu'ils le disent?, mise en scène d'Alice Ronfard
- 2007: Nager en surface, mise en scène de Serge Denoncourt
- 2009: Un lion en hiver, mise en scène de Daniel Roussel

## Littérature
- Territoires inconnus', Montréal, (Québec), Canada, Éditions Libre Expression, 2015, 160 p.  (ISBN 978-2-7648-1076-7)
- Boxer la nuit', Montréal, (Québec), Canada, Éditions Libre Expression, 2016, 224 p.  (ISBN 978-2-7648-1186-3)
- Sauvage Baby, Montréal, (Québec), Canada, Éditions Libre Expression, 2018, 272 p.  (ISBN 978-2-7648-0996-9)
- Les Chiens, Montréal, (Québec), Canada, Éditions Libre Expression, 2020, 296 p.  (ISBN 978-2-7648-1380-5)
- Toutes les vies possibles : carnets minimalistes, Montréal, (Québec), Canada, Éditions Libre Expression, 2021, 175 p.  (ISBN 978-2-7648-1496-3)
- Après les tempêtes, Montréal, (Québec), Canada, Éditions Libre Expression, 2024, 195 p.  (ISBN 978-2-7648-1474-1)